# Dora Bakoyannis
Dora Bakoyannis (Atenas, 6 de maio de 1954; grego: Ντόρα Μπακογιάννη) mais conhecida de apelido de solteira Theodora Mitsotakis é uma política grega.
Ele foi Ministra dos Negócios Estrangeiros da Grécia (2006-2009) e presidente em exercício da Organização para a Segurança e Cooperação na Europa, ex-presidente de Atenas. Ela foi a primeira mulher presidente da Câmara de Atenas da história (2003-2006), a única mulher eleita Presidente da Câmara da capital grega, até agora, e também a primeira mulher a servir como Ministro dos Negócios Estrangeiros grego, a mais alta posição governo assumida por uma política do sexo feminino. A 6 de Maio de 2010, é expulsa do seu partido, a Nova Democracia, por ter votado, contra a decisão do seu grupo parlamentar, a favor das medidas de austeridade do governo Papandreou. Fê-lo declarando que, sendo liberal, só podia votar a favor de tais medidas, de cunho liberal. Hoje, é presidente do partido político Aliança Democrática

## Vida Pessoal
Dora Bakoyannis nasceu em Atenas, numa família política grega. Ela é a mais velha dos quatro filhos do veterano político grego Constantine Mitsotakis, antigo primeiro-ministro da Grécia e da ex-líder do partido de centro-direita Nova Democracia, e de Marika Mitsotakis. Durante seus primeiros anos escolares, frequentou a Escola Alemã de Atenas e completou a sua educação secundária em alemão na Escola de Paris, a partir do qual ela se formou em 1972. Estudou Ciências Políticas e da Comunicação na Universidade de Munique de Munique, e continuou os seus estudos académicos na Faculdade de Direito Público, a nível nacional e Kapodistrian Universidade de Atenas, graduando-se em 1976. Ela é fluente em inglês, francês e alemão, bem como na sua língua nativa: o grego.

## Vida Politica
Em 29 de março de 2002, Kostas Karamanlis, procurando uma forma de demonstrar a sua parte crescente da força contra a decisão do Movimento Socialista nas eleições autárquicas, escolheu Bakoyannis a concorrer para presidente da Câmara de Atenas. Ela enfrentou um grande grupo de candidatos sendo eleita a primeira mulher presidente da cidade, em 3 500 anos de história , derrotando a sua adversária socialista, Christos Papoutsis, na segunda rodada, recebendo uma percentagem de 60,6%. Como presidente, Bakoyannis envolveu-se na organização das Olimpíadas de 2004 sendo a primeira mulher a servir como presidente da Câmara de uma cidade organizadora dos Jogos Olímpicos.

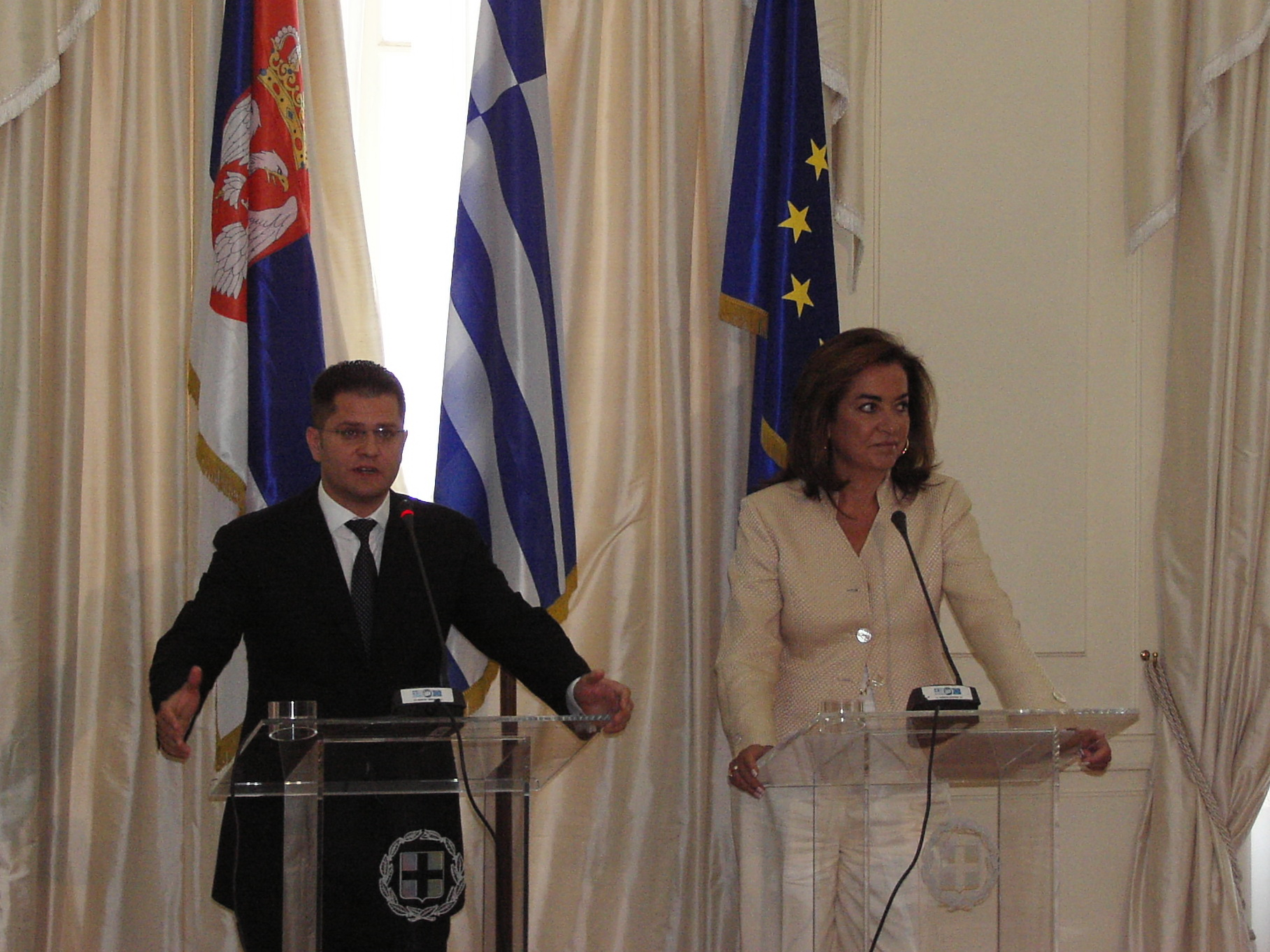
Dora Bakoyannis with Vuk Jeremić, Minister of Foreign Affairs of Serbia.

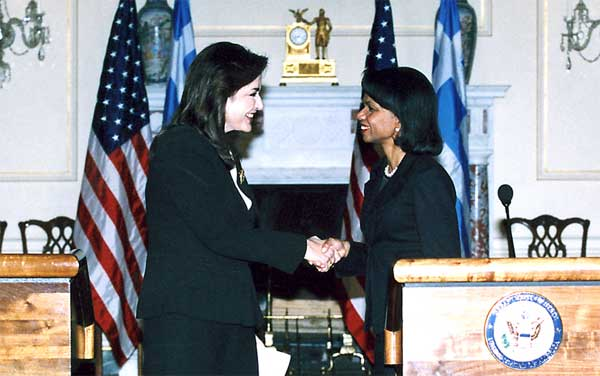
Dora Bakoyannis with Condoleezza Rice, United States Secretary of State.

Como Ministra dos Negócios Estrangeiros, Dora Bakoyannis assumiu a Presidência rotativa do Conselho de Segurança das Nações Unidas em Setembro de 2006, num momento de tensões internacionais sobre programas nucleares do Irão e da Coreia do Norte e no meio das Nações Unidas negociando um frágil cessar-fogo no Líbano, viajando através do Médio Oriente para ajudar a delimitar soluções para os problemas. Ela também participou nas reuniões da Organização para a Segurança e Cooperação na Europa para discutir a situação na região.
Dora Bakoyannis foi a presidente em exercício da Organização para a Segurança e Cooperação na Europa, dando a liderança política da OSCE e supervisiona as actividades da Organização na prevenção de conflitos, gestão de crises e reabilitação pós-conflito. Dora Bakoyannis é também responsável pela representação externa da OSCE e das nomeações da mesma.
A Ministra Dora Bakoyannis é assistida pelo seu pessoal e o Secretário-Geral da OSCE, bem como pelo seu antecessor e sucessor como presidente em exercício, que juntos formam a OSCE Troika.
Depois da demissão do antigo líder Kostas Karamanlis, após os resultados das eleições de 2009, foi dada como favorita para a presidência do partido Néa Dimokratia (Nova Democracia). Mas acabou por ser vencida por Antonis Samaras por ocasião do congresso de 2009.
A 11 de Julho de 2010, Dóra Bakoyánni fundou o Fórum para a Grécia, associação sem fins lucrativos. O Fórum tem por objectivos a resolução dos problemas que impedem o crescimento da Grécia; a protecção de princípios tão importantes e fundamentais como a democracia, a igualdade e a justiça social; encorajar a participação de todos os cidadãos na vida social e política; a expressão de novas ideias e estratégias num quadro de cooperação construtiva com a sociedade civil.
Alguns meses mais tarde, Dóra Bakoyánni fundou o seu novo partido político, a Aliança Democrática, com a presença de 5 000 pessoas que assinaram, na qualidade de membros fundadores, a declaração fundadora, no Teatro Badminton. A Aliança Democrática é um movimento que nasceu em torno de valores e princípios comuns, como o liberalismo, a justiça social e a liberdade. Até à data, cinco deputados que também foram expulsos da Nova Democracia já aderiram ao novo partido.

### Distinções
Em Março de 1992, Dora Bakoyianni recebeu o prémio "International Leadership Award" do Centro Internacional das Mulheres e em Junho de 1993 foi distinguida como personalidade de grande relevo no campo da Cultura, pelo 14o Simpósio "Fontana di Roma". Em 2003, a convite do presidente da Comissão Europeia Romano Prodi participou com outras 12 personalidades europeias da Mesa Redonda que apresentou propostas para o carácter social, a identidade cultural e o planeamento económico da Nova Europa.
Em Dezembro de 2005, foi eleita "World Mayor" no concurso anual internacional organizado pela instituição "City Mayors", recebendo a maioria dos votos e comentários positivos, de entre um conjunto de 550 presidentes de câmara de todo o mundo. Em 2008, a região do Tirol e a cidade de Insbruck atribuíram-lhe o prémio Maximilian Award - European Award for Regional Policy and Local Government. Em 2006, 2007 e 2008 a revista "Forbes" incluiu-a na lista das 100 mulheres mais influentes do planeta. Em 2009, foi a primeira mulher a ser nomeada membro associado estrangeiro na Academia Francesa das Ciências Morais e Políticas.
Em 2010, Dora Bakoyanni foi condecorada com a Ordem Nacional de Cavaleiro da Legião de Honra da República Francesa, apenas dois dias após a sua nomeação como Senadora Honorária da Academia Europeia das Ciências e Artes em Salzburgo.